# 闵薪妃
闵薪妃，华语流行女歌手、模特，嘿哦传媒旗下艺人。在《麦霸英雄汇》、《超级女声》等大型选秀节目中颇有战绩，长期活跃于电视、网络和各种舞台。同时担任艺才艺术锦联分校校长，编写有流行声乐教材《麦霸指南：男生卷》和《麦霸指南：女生卷》。

## 从艺经历
毕业于沈阳音乐学院，流行歌曲演唱专业，得到孙铁军老师真传。
2010年，在校期间以艺名“闵妃”参加浙江卫视《麦霸英雄汇》，连战八场，并带领沈阳队获得第三名，麦霸英雄汇2010 （页面存档备份，存于）从此受到关注。
2011年在六间房开通直播间，获得该年的美女主播年度十二强。作品收入音乐合辑，并在北京五棵松体育馆举办演唱会。
2015 年加入嘿哦传媒旗下，发表了《流星》、《塘沽平安》两首单曲。
同年获得《YY游戏形象大使》第二季总冠军。
2016年参加湖南卫视《超级女声》，获得西安赛区十强。
2017年发布单曲《梦回江南》